# 理文商業中心

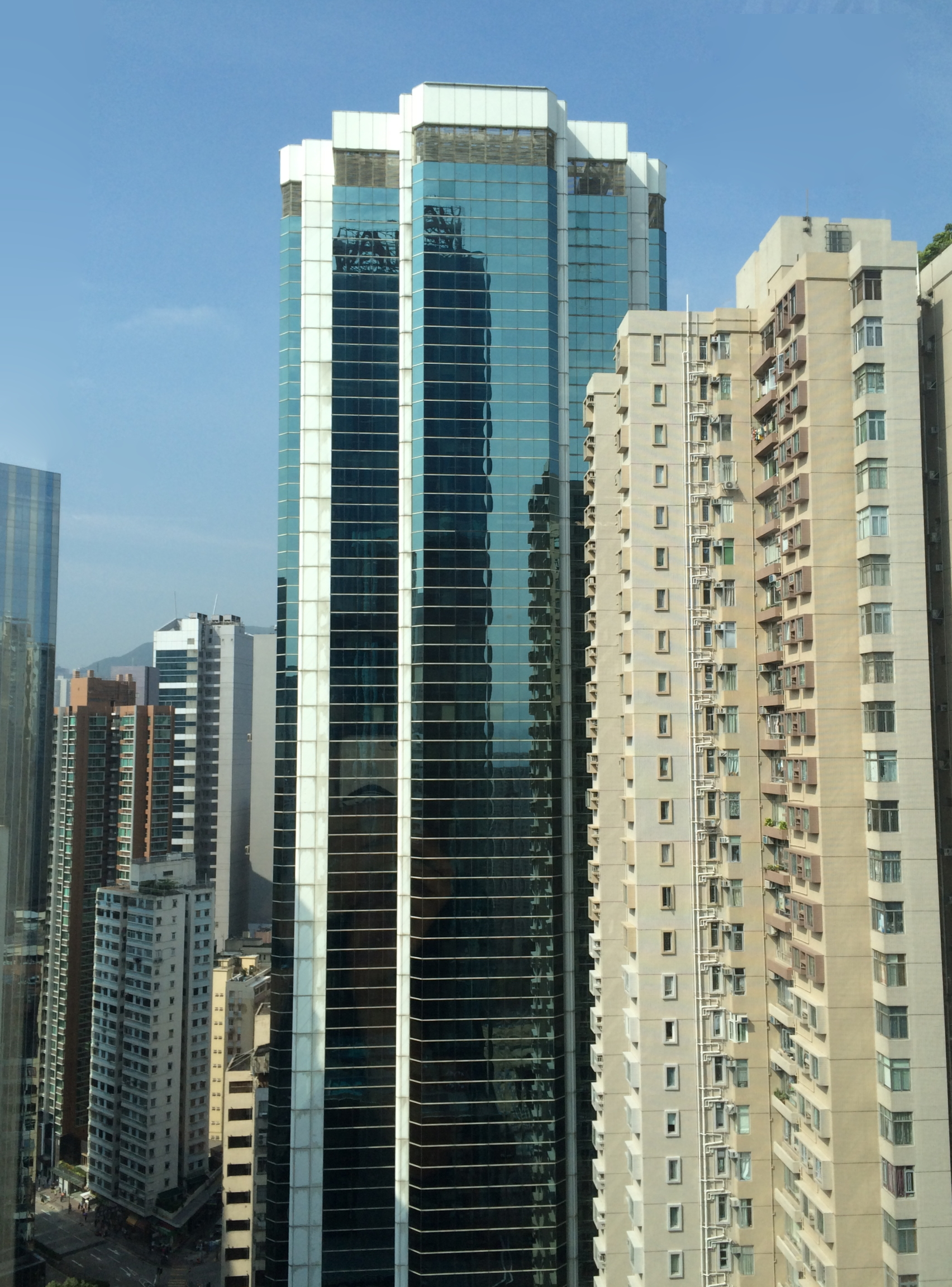
大樓外觀

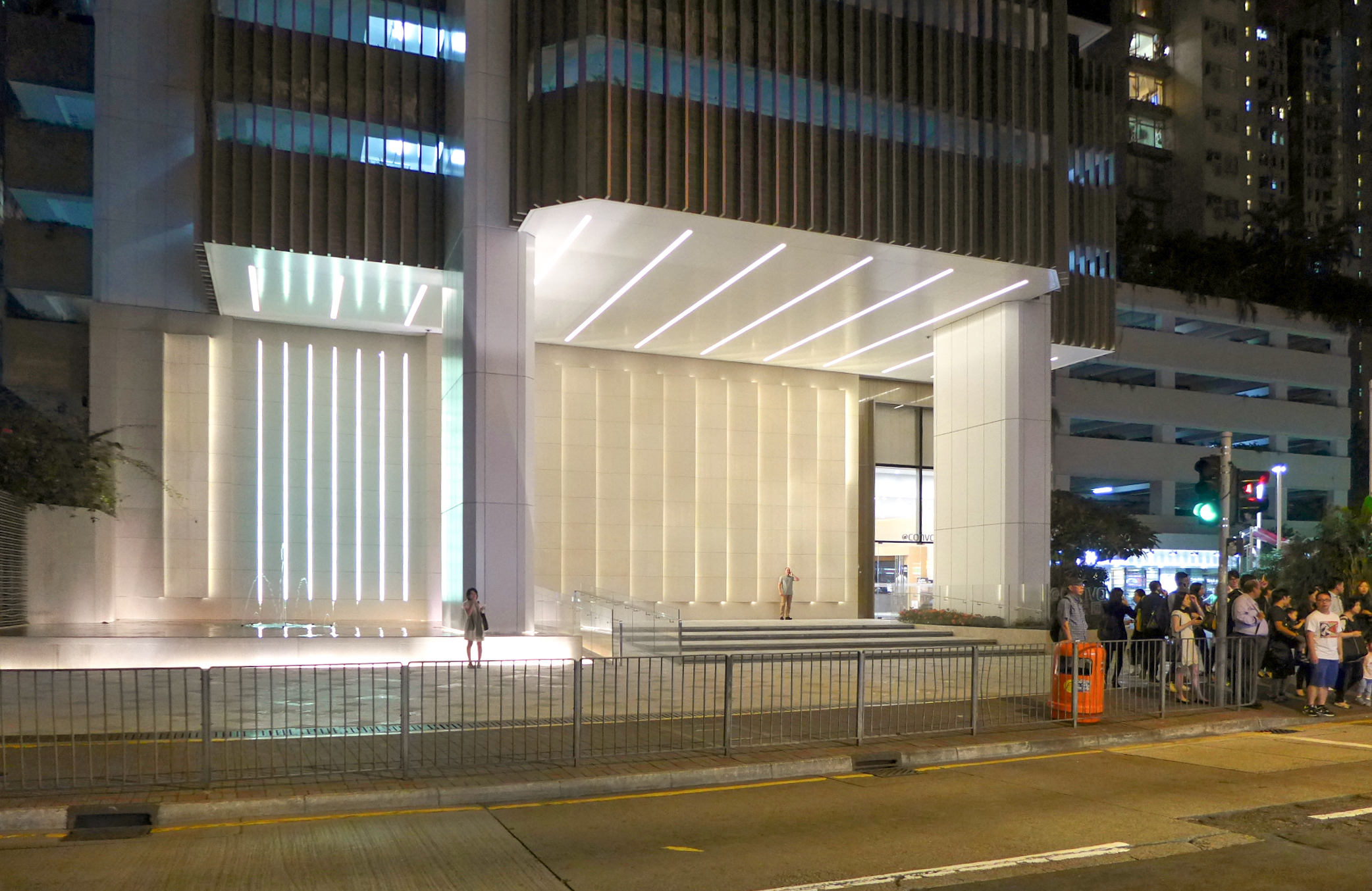
大樓地面廣場於2015年完成翻新

理文商業中心（英語：Lee & Man Commercial Center）（即：理文商業大廈），前稱康宏匯、宏利保險中心 （英語：Manulife Tower）是香港的一幢商業大廈，位處香港炮台山電氣道169號，於1991年2月落成，樓高41層，1至4樓為停車場，其餘為寫字樓，全層面積 10226至 10801方呎，總樓面約39.7萬方呎。1991年1月以2.4億元購入該廈地盤，然後投入建築費重建該物業，業界指，估計總投資約6億元。

## 租戶
宏利保險中心最初落成時為宏利保險香港的最主要辦事處，直至位於銅鑼灣的利園一期，前稱宏利保險大廈於1997年落成後為止。
現時大樓內的租戶包括菱電集團、菱電發展（皆已遷往灣仔東亞銀行港灣中心）、三九綠寶醫藥集團、達能紐迪希亞生命早期營養品（Nutricia，26樓）、卡士蘭（Nu Pharm，34樓）、衛材香港（Eisai（Hong Kong），18樓D室）、驪住、American Standard、栢立醫學化驗所（27-28樓），以及香港考試及評核局的炮台山評核中心（26及27樓，已遷出）等。
2010年6月7日，ARA資產管理旗下公司Elite Properties（H.K.）Limited以22.5億元港元向菱電發展購入宏利保險中心，平均呎價約5850元。2012年，ARA資產管理以33億元出售宏利保險中心。
2012年12月，康宏環球控股遷入宏利保險中心作為公司辦公室，宏利保險中心亦因此改名為康宏匯。
2012年12月18日理文家族以34億購入由新加坡ARA基金持有的北角宏利保險中心全幢，以38.4萬平方呎計算，平均成交呎價8,854元。
2019年3月康宏棄租炮台山電氣道169號康宏匯辦公室，康宏匯易名理文商業中心
網絡紅人司徒夾帶旗下的Vlogger Entertainment Limited（網絡藝人娛樂有限公司，Vlogger）總部曾設於此，現已遷往觀塘開源道有利中心。